# 女王
女王即女性君主。汉语中“王”、“国王”一词无性别之分，男女皆称“王”、“国王”，女王仅在需要强调其女性身份时才使用。西方语言往往有性别之分，君主制国家中的君主為女性時，她通常被稱為女王（英語：Queen regnant），以区别于男性的King，如果她統治的國家，是一個帝國，則稱為女皇帝（Empress regnant），又稱女皇、女帝。女王擁有政治上的統治權力，但是女王的丈夫通常無法分享妻子的位階，頭銜或是權力。相比之下，王后身為國王的妻子，通常可以分享國王的位階與頭銜，但不能分享權力。母系氏族时代，女性部落首领非常普遍，但国家出现后，主要文明的君主大多是男性君主，女性君主往往是男性君主的妻子、女儿，从而获得王位，这与父系社会确立以来全世界普遍存在的“男尊女卑”思想有直接关系。

## 各地女王
古埃及、朝鲜半岛新罗，英国、西班牙、荷兰、葡萄牙都出现过女王。自2024年1月丹麥女王玛格丽特二世退位起，现在世界上沒有在任女王，目前世界上在任最久女王：
| 目前世界上在任最久女王 | 目前世界上在任最久女王 | 目前世界上在任最久女王                   |
| 女王                   | 国家                   | 日期                                     |
| ---------------------- | ---------------------- | ---------------------------------------- |
| 伊丽莎白二世           | 英国 · 英聯邦王國      | 1952年2月6日－2022年9月8日 （70年214天） |

### 历史上的著名女王（未包括女皇帝）
古埃及
- 哈特谢普苏特（第18王朝、在位：公元前1473年左右 - 前1458年左右）
- 克娄巴特拉七世（托勒密王朝、在位：前51年 - 前30年）

朝鮮半島新羅
- 善德女王（在位：632年 - 647年）
- 真德女王（在位：647年 - 654年）
- 真聖女王（在位：887年 - 897年）

英国
- 玛丽一世（苏格兰、在位：1542年 - 1567年）
- 玛丽一世（英格兰、在位：1553年 - 1558年）
- 伊莉莎白一世（英格兰、在位：1558年 - 1603年）
- 玛丽二世（英格兰·苏格兰、在位：1689年 - 1694年）
- 安妮（在位：1702年 - 1714年）
- 维多利亚（在位：1837年 - 1901年）
- 伊丽莎白二世（在位：1952年 - 2022年）

荷兰
- 威廉明娜（在位：1890年 - 1948年）
- 朱丽安娜（在位：1948年 - 1980年）
- 贝娅特丽克丝（在位：1980年 - 2013年）

西班牙
- 乌拉卡（卡斯蒂利亚、在位：1109年 - 1126年）
- 佩德羅尼拉（阿拉贡、在位：1137年 - 1162年）
- 伊莎贝拉一世（卡斯蒂利亚、在位：1474年 - 1504年）
- 胡安娜（卡斯蒂利亚、在位：1504年 - 1555年；亚拉冈、在位：1516年 - 1555年）（1509年后因被疑精神失常而被囚禁）
- 伊莎贝拉二世〈在位：1833年 - 1868年）

葡萄牙
- 玛丽亚一世（在位：1777年 - 1816年）
- 玛丽亚二世（在位：1826年 - 1828年、1834年 - 1853年）

瑞典
- 克里斯蒂娜（在位：1632年 - 1654年）
- 乌尔丽卡·埃利诺拉（在位：1718年 - 1720年）

波蘭
- 雅德維加（在位：1384年 - 1399年）
- 安娜·雅蓋沃（在位：1575年 - 1587年）

丹麥
- 玛格丽特一世（丹麦，挪威和瑞典女王−卡马尔联合女王、在位：1375年–1412年）
- 玛格丽特二世（丹麥女王；在位：1972年–2024年）

其他
- 卑弥呼（邪馬台国、在位：175年左右? - 248年左右）
- 台与（邪馬台国、在位：235年左右? -?）
- 宰努比亚（帕尔米拉帝国、在位：267年? - 272年）
- 阿玛拉逊莎（东哥特王国、在位：534年）
- 玛丽亚·特蕾西娅（匈牙利和波西米亚女王，在位：1740/1743年 - 1780年）
- 利留卡拉尼（夏威夷、在位：1891年 - 1895年）
- 安眉（柬埔寨王国、在位：1835年–1841年、1844年–1845年）